# ブランデンブルク・アン・デア・ハーフェル

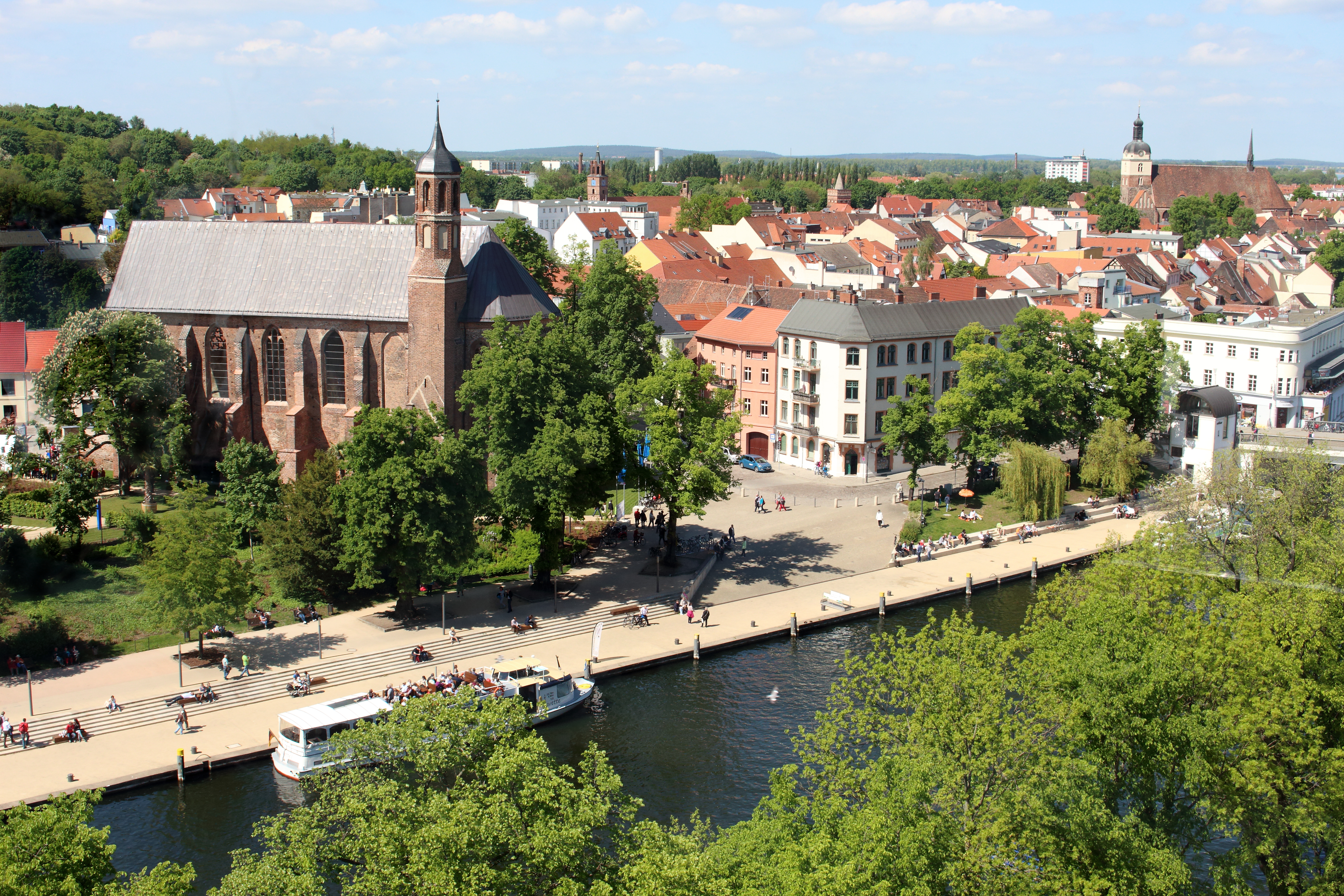

ブランデンブルク・アン・デア・ハーフェル（ドイツ語: Brandenburg an der Havel ドイツ語発音: [ˈbʁandn̩bʊʁk ʔan deːɐ̯ ˈhaːfl̩] ( 音声ファイル); ポラーブ語: Brenna）は、ドイツ・ブランデンブルク州にある都市。人口は約74,000人。

## 地名の由来
ドゥーデン・ドイツ地名辞典（1993）によれば、Brandenburg はかつて Brendanburg (948), Brennaburg, Brinnaburg, Brennanburg (10世紀), Brandeburg, Brandanburg (1012/18) と記されていたが、由来は明らかではない。普通 古高ドイツ語・古ザクセン語 brant（現代ドイツ語で das Brennen ; brennendes Holzscheit「燃焼；燃えている薪」）の語幹あるいは古高ドイツ語・古ザクセン語の動詞 brinnan（現代ドイツ語で brennen, verbrennen「燃焼する、燃やす」）、古高ドイツ語 brennan（現代ドイツ語で anzünden「火をつける」）との関係が言われている。似たような名前の城・城址Brandenberg, Brandenstein, Brandenfelsなどは大抵 Brandenburg よりは新しい名前である。それらは große Schadenfeuer, Zerstörungsbrände（ともに「大火災」の意味）あるいは Brandrodungen in Waldgebieten （「森林の樹木を燃やして開墾する」）と関係しているのかもしれないとしている。

## 歴史

### 考古学上の知見
ハーフェル川の渡河地点に位置し、戦略上重要な場所であった。マグデブルクからオーデル川河口およびヴァルテ地方（Warthegebiet）への遠隔地商業街道がこの地を経由していた。スラヴ人貴族の城砦がドームインゼル（Dominsel）にあって、近くから人々の居住を跡付ける陶磁器等が見つかっている。この集落地の跡に7世紀に築かれた城砦は、10世紀まで存続したが、外周の直径が120ｍに及び、内部の面積は0.5 haであった。一個の濠にだけ守られた北東の張り出し部分（Vorburg）に最初の司教座教会（948年創立）があったと推定される。10世紀末ないし11世紀初めには楕円形の城砦が築かれ、2-3 haの内部には多くの人々が居住していた。出土品からガラス製品の生産等の手工業が存在したと見られ、この地由来の製品は23km先の集落にも見られる。

### 中世初期
恐らく6世紀に、ハーフェル川の川中島ドームインゼルに、後のブランデンブルク市の中核として、スラヴ人の集落が生まれた。それはまもなく防塞施設を施され、戦略上・交通事情上好条件の位置にあったためにハーフェル川沿岸地方（Havelland）の経済的・政治的中心地へと発展した。789年カール大帝の遠征先として言及されている’civitas Dragowiti’は、ブランデンブルクと特定できよう。928年/ 929年の冬、ドイツ王ハインリヒ1世の軍はこの地を襲撃したが、ブランデンブルクはその後改めてスラブ人の手に帰している。940年頃ドイツ人の所有するところとなった。その8年後、オットー大帝はその大規模な司教座計画の一環としてブランデンブルク司教座とハーフェルベルク司教座を同時に設置した。ブランデンブルク司教座は当初マインツ大司教座の、968年以降はマクデブルク大司教座の管轄下にあった。ブランデンブルク司教は948年 川中島ドームインゼルの城砦と附属する村落のそれぞれの半分その他を獲得した。983年までブランデンブルクはドイツ領であったが、同年異教徒のLutizenが城砦を占領し、ドイツ人と司教を追放した。ブランデンブルクはその後ドイツ人とスラヴ人の間の激しい係争の的となった。12世紀前半のキリスト教徒領主の最後の人物Pribislav-Heinrichはアスカーニエン家の辺境伯アルブレヒト・フォン・デア・ノルトマルク（Albrecht von der Nordmark；アルブレヒト熊公）への政治的依存関係を深め、辺境伯を自らの後継者とした。1150年Pribislav-Heinrichが死去すると、アルブレヒトがブランデンブルクを領有した。その後Jaxa von Köpenikがブランデンブルクを手に入れたが、ブランデンブルクは1157年に再びアスカーニエン家の領有するところとなった。

### 中世盛期・末期とその後
ブランデンブルク辺境伯領の中心であるこの地は、アスカーニエン家の領有となった時点、幾つもの集落によって構成されていた。それらは後に3個の独立した共同体にまとまった。一つの共同体はドームインゼル（Dominsel）ないしブルクインゼル（Burginsel）といわれるもので、この地域の統治の中心地で、住民は農業、商工業に従事していた。それゆえブランデンブルクは都市的性格を有した。12世紀プレモントレ会は司教座教会（Kathedralkirche des Bistums）を建立している。もう一つの共同体は、ハーフェル川西岸に成立したアルトシュタット（Altstadt）で、住民の職業は農業と商業であった。ここにはフランシスコ会が修道院を建設した。第3の共同体はハーフェル川左岸に辺境伯オットー2世の建設したノイシュタット（Neustadt）で、資料初出は1196年である。住民は商業と工業に従事した。この地区にはドミニコ会が修道院を設立した。13世紀・14世紀アルトシュタットとノイシュタットは辺境伯から経済的発展に欠かせない諸権利を獲得したが、中世末期には、東方に拡大し続ける選帝侯領の中心から大きく外れることになり、ブランデンブルク市は周辺に及ぼす影響力を失った。1715年アルトシュタットとノイシュタットは合併した。
1510年頃にはじめて出版されたドイツの民衆本『ティル・オイレンシュピーゲルの愉快ないたずら』、その主人公は第49話において、ブランデンブルク市に約2週間逗留するうちに仕立て職人に冷やかされる。彼は仕返しをして彼らに恥をかかせている。

## 交通
- ブランデンブルク市電

## 姉妹都市
- フランス 1963年 イヴリー＝シュル＝セーヌ
- ドイツ 1988年 カイザースラウテルン
- ロシア 1989年 マグニトゴルスク
- 北マケドニア 2013年 ビトラ